# Warmshowers

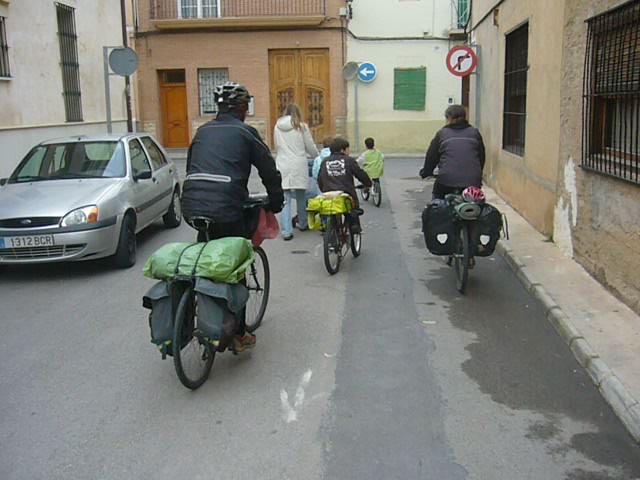

Warmshowers és una comunitat a través d'internet que ofereix servei d'hospitalitat gratuïta a cicloturistes que viatgen en bicicleta. A més d'un lloc per dormir, hi ha qui ofereix una dutxa calenta, un àpat calent i lloc on guardar la bicicleta, així com d'informació sobre la zona que poden ser d'utilitat als que viatgen en bicicleta.
L'any 2012 tenia més de 22.000 membres, oferint més de 13.000 allotjaments arreu del món, que es coordinen a través d'un web, on s'han de registrar prèviament, i també disposen d'aplicacions per a telèfons mòbils Android, iPhone, iPad. L'ús el fan persones a títol individual o en petits grups, que han de contactar prèviament amb els amfitrions, sense haver d'abonar cap quantitat econòmica.

## Història
L'any 1993 els nord-americans Terry Zmrhal i Geoff Cashman iniciaren aquesta iniciativa, adaptada posteriorment com a portal d'internet i mantinguda per un petit grup de voluntaris.

## Registre
Quan hom està registrat té l'opció d'omplir un perfil personal i publicar fotos, on s'especifica l'edat, el lloc, el gènere, si són fumadors, etc. Els hostes poden valorar l'amfitrió i comentar el tracte rebut, informació útil fer a futurs usuaris del servei.